# Мазурик, Наталья Петровна
Наталья Петровна Мазурик (в девичестве Кущ; род. 5 марта 1983, Донецк) — украинская легкоатлетка, специалистка по прыжкам с шестом. Выступала за сборную Украины по лёгкой атлетике в период 1999—2013 годов, чемпионка молодёжного чемпионата Европы, участница двух летних Олимпийских игр. Мастер спорта Украины международного класса.

## Биография
Наталья Мазурик родилась 5 марта 1983 года в городе Донецке Украинской ССР. Проходила подготовку в донецком спортивном клубе «Динамо».
В 1999 году вошла в состав украинской национальной сборной и выступила на юношеском чемпионате мира в Быдгоще, где заняла в прыжках с шестом пятое место. Год спустя побывала на мировом первенстве среди юниоров в Сантьяго, но не показала здесь никакого результата.
На юниорском чемпионате Европы 2001 года в Гроссето получила награду серебряного достоинства, уступив только титулованной россиянке Елене Исинбаевой.
В 2002 году заняла шестое место на чемпионате мира среди юниоров в Кингстоне.
Начиная с 2003 года выступала на взрослом уровне, в частности участвовала в чемпионате мира в помещении в Бирмингеме и в чемпионате мира на открытом стадионе в Сен-Дени, где стала тринадцатой и четырнадцатой соответственно. Также показала четвёртый результат на молодёжном европейском первенстве в Быдгоще, остановившись в шаге от призовых позиций.
В 2005 году одержала победу на молодёжном чемпионате Европы в Эрфурте, соревновалась на мировом первенстве в Хельсинки, заняв здесь 24 место.
Показала тринадцатый результат на чемпионате мира в помещении 2006 года в Москве.
Благодаря череде удачных выступлений удостоилась права защищать честь страны на летних Олимпийских играх 2008 года в Пекине — в программе женских прыжков с шестом взяла планку на 4,15 метра, но высоту 4,40 метра не смогла преодолеть ни в одной из трёх попыток и таким образом не квалифицировалась в финал.
После пекинской Олимпиады Наталья Кущ на некоторое время прервала спортивную карьеру, в 2009 году вышла замуж за украинского прыгуна с шестом Максима Мазурика и взяла себе фамилию мужа, а в 2010 году у них родилась дочь.
В 2012 году вернулась в главную легкоатлетическую команду Украины и продолжила принимать участие в крупнейших международных соревнованиях. Так, она выступила на чемпионате Европы в Хельсинки, став здесь пятнадцатой, и отправилась соревноваться на Олимпийских играх в Лондоне — на сей раз в прыжках с шестом расположилась в итоговом протоколе на 26 позиции с результатом 4,25	метра.
В 2013 году ещё выступала в коммерческих соревнованиях Бриллиантовой лиги IAAF.
За выдающиеся спортивные достижения удостоена почётного звания «Мастер спорта Украины международного класса».